# Козін (Любуське воєводство)
Козін (пол. Kozin, нім. Eiserbruch) — село в Польщі, у гміні Любішин Ґожовського повіту Любуського воєводства.
Населення — 149 осіб (2011).

## Демографія
Демографічна структура станом на 31 березня 2011 року:
|          | Загалом | Допрацездатний вік | Працездатний вік | Постпрацездатний вік |
| -------- | ------- | ------------------ | ---------------- | -------------------- |
| Чоловіки | 77      | 19                 | 51               | 7                    |
| Жінки    | 72      | 15                 | 38               | 19                   |
| Разом    | 149     | 34                 | 89               | 26                   |